# کیم مون-سو (بدمینتون‌باز)
کیم مون-سو (انگلیسی: Kim Moon-soo؛ زادهٔ ۲۹ دسامبر ۱۹۶۳) بدمینتون‌باز اهل کره جنوبی است.